# Lena Lorenz
Lena Lorenz è una serie televisiva austro-tedesca ideata da Mathias Klaschka, prodotta da Ziegler Film e trasmessa dal 2015 sulle emittenti televisive ZDF e ORF 2. Protagonista della serie, nel ruolo di Lena Lorenz, è Patricia Aulitzky e in seguito Judith Hoersch; altri interpreti principali sono Eva Mattes, Fred Stillkrauth, Liane Forestieri, Raban Bieling e Michael Roll.
La serie si compone di 9 stagioni, per un totale di 34 episodi (di cui 10 in due parti) e una decima stagione è in produzione: il primo episodio (in due parti), intitolato Willkommen im Leben, venne trasmesso in prima visione in Austria l'8 aprile 2015 e in Germania il 9 aprile 2015.

## Trama
Lena Lorenz, una giovane donna che lavora come ostetrica in un ospedale di Berlino, stanca della vita di città decide di trasferirsi armi e bagagli nella fattoria sulle Alpi bavaresi dove vivono la madre Eva e il nonno Leopold. In Baviera, Lena ritrova anche una vecchia amica, Julia, che non l'accoglie però a braccia aperte.

## Episodi
| Stagione         | Episodi | Prima TV Germania/Austria | Prima TV Italia |
| ---------------- | ------- | ------------------------- | --------------- |
| Prima stagione   | 2 (4)   | 2015                      | inedita         |
| Seconda stagione | 4 (8)   | 2016                      | inedita         |
| Terza stagione   | 4 (8)   | 2017                      | inedita         |
| Quarta stagione  | 4       | 2018                      | inedita         |
| Quinta stagione  | 4       | 2019                      | inedita         |
| Sesta stagione   | 3       | 2020                      | inedita         |
| Settima stagione | 4       | 2021                      | inedita         |
| Ottava stagione  | 4       | 2022                      | inedita         |
| Nona stagione    | 5       | 2023                      | inedita         |

## Personaggi e interpreti
- Lena Lorenz, interpretata da Patricia Aulitzky (s. 1-4)[3][4] e da Judith Hoersch (s. 5-...).[3][4]
- Eva Lorenz, interpretata da Eva Mattes (s. 1-...).[3][4] È la madre di Lena.[1][4]
- Leopold "Leo" Lorenz, interpretato da Fred Stillkrauth (s. 1-6).[3][4] È il nonno di Lena.[1][4]
- Julia Obermayer, interpretata da Liane Forestieri (ep. 1-...).[3][4]
- Bastian Pfeiffer, interpretato da Raban Bieling (s. 1-8).[3][4]
- Vinzenz "Vinz" Huber, interpretato da Michael Roll (ep. 22-...).[3][4]
- Schorschi, interpretato da Sebastian Edtbauer (s. 1-8)[3][4]
- Dott. Keller, interpretato da Thomas Limpinsel (s. 1-8).[3]
- Quirin Pakhofer, interpretato da Jens Atzorn (s. 1-7).[1][3]
- Franz, interpretato da Pablo Sprungala (s. 1-7).[3]

## Produzione
La serie viene girata principalmente in varie località del comune tedesco di Marktschellenberg, come la frazione di Ettenberg, che danno "vita" alla località fittizia di Himmelsruh, dove sono ambientate le vicende. Molte scene sono inoltre girate a Berchtesgaden.
Nell'agosto del 2020, quando erano in procinto le riprese delle settima stagione, moriva una degli attori protagonisti, Fred Stillkrauth: con la sua morte uscì di scena anche il personaggio di Leopold Lorenz, il nonno di Lena.

## Ascolti
In  Germania, la serie è seguita mediamente da 4-5 milioni di telespettatori.

## Distribuzione
Oltre che in Austria e in Germania, la serie va in onda anche in Spagna, dove è trasmessa dall'emittente RTVE.